# Torpacarus lobatus
Torpacarus lobatus är en kvalsterart som beskrevs av František Starý 1998. Torpacarus lobatus ingår i släktet Torpacarus och familjen Lohmanniidae. Inga underarter finns listade i Catalogue of Life.